# Dia Mundial das Doenças Raras

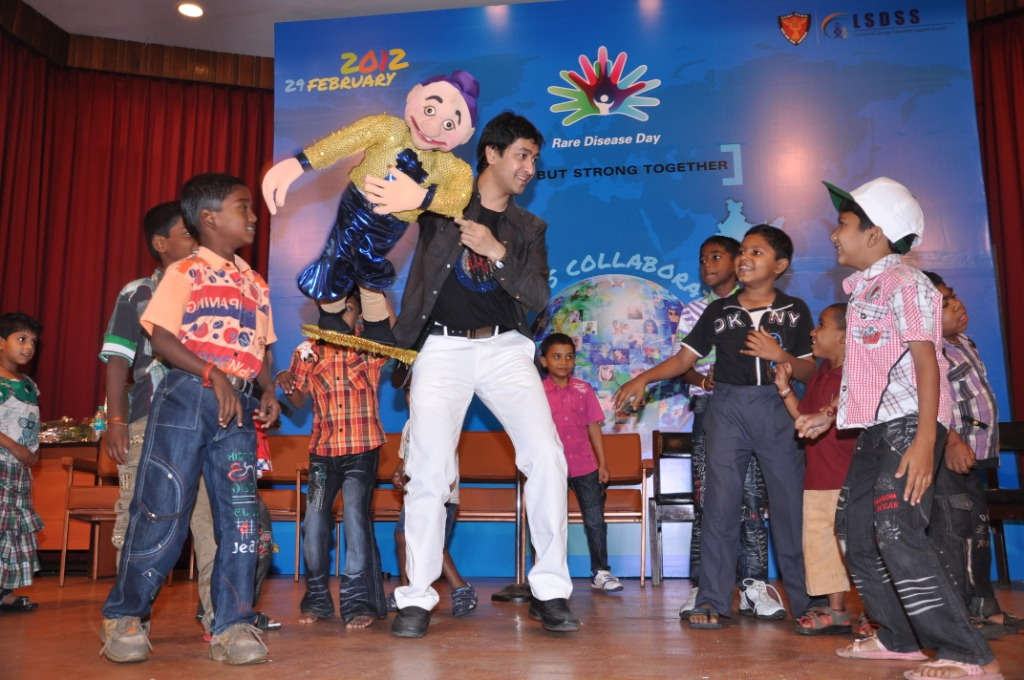
Satyajit Padhye em apresentação, dia 29 de fevereiro de 2012, Dia Mundial das Doenças Raras.

O Dia Mundial das Doenças Raras é um dia festivo celebrado no último dia do mês de fevereiro, visando a aumentar a consciência sobre as doenças raras e a melhorar o acesso ao tratamento e à assistência médica dos indivíduos com alguma doença rara e suas famílias.
De iniciativa europeia, foi estabelecido em 2008, escolhendo-se o dia 29 de fevereiro por ser um "dia raro". Para os anos não-bissextos, o dia é 28 de fevereiro.